# سوآوا گالونه
سوآوا گالونه (ایتالیایی: Soava Gallone؛ ۱۸۸۰ – ۳۰ مه ۱۹۵۷) با نام اصلی اِستانیواوا ویناوروونا، یک بازیگر اهل لهستان و ایتالیا بود که در سینمای ایتالیا فعال بود.
از فیلم‌هایی که وی در آن‌ها نقش داشته است، می‌توان به بی‌تقصیر!، بوسهٔ چیرانو، در زیر مزار، یک زن لعبت، وجوه عشق، کاروان اسب‌سواران آتشین، در لباس دلقک و روایت یک گناه اشاره نمود.